# Santa Cruz de Chinina
Santa Cruz de Chinina è un comune (corregimiento) della Repubblica di Panama situato nel distretto di Chepo, provincia di Panama. Si estende su una superficie di 351,5 km² e conta una popolazione di 1.572 abitanti (censimento 2010).